# 工尺谱
工尺谱，是漢字文化圈特有的记谱法，源自中国唐朝时期，后傳至日本、越南、韓國、台灣等使用漢字的國家和地区，屬於文字譜的一種。
工尺谱在传统写法上由右而左直行，如同文字，但是现在亦可作橫排書寫。

## 标音方法

### 基本字
工尺谱並非絕對音名，而是一種“可移調”（movable-do）的記譜法，和英美音樂的唱名（Solfège：do, re, mi, fa, so, la, si）類似。在中國不同地區，因為方言的差異，工尺譜所用的字會略有不同。下面的例子是工尺譜和簡譜以及西方唱名的對照：
| 工尺     | 上 | 尺 | 工 | 凡 | 六  | 五 | 乙 |
| 簡譜     | 1  | 2  | 3  | 4  | 5   | 6  | 7  |
| 唱名     | do | re | mi | fa | sol | la | si |
| 日本簡寫 | ル | 人 | フ | り | 久  | ゐ |    |

### 常見變化
比“上”低音的三個音會以另外的一些字代表：
| 工尺     | 合  | 四（士） | 一（乙） |
| 簡譜     | 5 · | 6 ·      | 7 ·      |
| 唱名     | sol | la       | si       |
| 日本簡寫 | ㄙ  | マ       | ㄧ       |

部分工尺譜，例如在閩劇和福州茶亭十番，仍有使用「勾」字，位於上跟尺之間。
在某些樂種裏，音名會略有不同。例如在粵劇，“四”會寫作“士”，而“一”會寫作“乙”。上述的“凡”音，在粵劇則會標記作“反”。
在某種情況下，音名有部分字，會出現草書體。例如在閩劇和福州茶亭十番，「四」會寫作類似日本平假名的「の」，但此字和日語的「の」沒有關係。
其餘高八度或低八度的音會在旁邊加上部首作為標記，但在不同樂種的標記方法並不統一。在昆曲裏，“上尺工凡”等字旁邊加上一鈎表示低八度。與此同時，在閩劇和福州茶亭十番裏，在加上人字部“亻”則代表高八度。在粵劇裏，低八度應加上“亻”，高八度則加上“彳”，而例外的是“上”音的高八度會標記作“生”。
而閩南文化區的南管與北管則習慣以“乂(ㄨ)”取代尺。
| 工尺 |     |     |     |     | 合  | 四  | 一  | 上 | 尺 | 工 | 凡  | 六  | 五 | 乙 | 仩  | 伬  | 仜  |     |     | 伍  |     |
| 簡譜 | 1 · | 2 · | 3 · | #   | 5 · | 6 · | 7 · | 1  | 2  | 3  | #   | 5   | 6  | 7  | · 1 | · 2 | · 3 | #   | · 5 | · 6 | · 7 |
| 唱名 | do  | re  | mi  | #fa | sol | la  | si  | do | re | mi | #fa | sol | la | si | do  | re  | mi  | #fa | sol | la  | si  |

| 工尺 | 合  | 四  | 一  | 上 | 勾  | 尺 | 工 | 凡 | 上凡 | 六  | 五 | 乙 | 仩  | 伬  | 仜  |
| 簡譜 | 5 · | 6 · | 7 · | 1  | #   | 2  | 3  | 4  | #    | 5   | 6  | 7  | · 1 | · 2 | · 3 |
| 音名 | g   | a   | b   | c1 | #c1 | d1 | e1 | f1 | #f1  | g1  | a1 | b1 | c2  | d2  | e2  |
| 唱名 | sol | la  | si  | do | #do | re | mi | fa | #fa  | sol | la | si | do  | re  | mi  |

| 工尺 | 佮  | 仕  |     | 仩  | 伬  | 仜  | 仮  | 合  | 士  | 乙  | 上 | 尺 | 工 | 反  | 六  | 五 |    | 生  |     |     |     |
| 簡譜 | 5 : | 6 : | 7 : | 1 · | 2 · | 3 · | #   | 5 · | 6 · | 7 · | 1  | 2  | 3  | #   | 5   | 6  | 7  | · 1 | · 2 | · 3 | #   |
| 唱名 | sol | la  | si  | do  | re  | mi  | #fa | sol | la  | si  | do | re | mi | #fa | sol | la | si | do  | re  | mi  | #fa |

### 讀法
工尺譜的字在不同地方有不同字音，但不都與地方方言的語音一致。例如，在粵劇裏工尺譜的字音不按照廣東話讀音，而是類似中州音的讀音，因此“合士乙上尺工反六五”實際上最接近的廣東話讀音是“何士二傘車工返了烏”。
| 工尺     | 合    | 士    | 乙     | 上     | 尺       | 工    | 反     | 六     | 五    |
| 讀法     | hɔː11 | siː22 | jiː22  | sɑːŋ33 | tsʰɛː55  | kʊŋ55 | fɑːn55 | liːu55 | wuː55 |
| 正常讀法 | hɐp22 | siː22 | jyːt22 | sœːŋ22 | tsʰɛːk33 | kʊŋ55 | fɑːn35 | lʊk22  | ŋ̩13   |

| 工尺     | 合  | 士 | 乙 | 上    | 尺     | 工   | 凡   | 六   | 五 |
| 读法     | hò͘  | sū | it | siāng | chhē   | kong | hoân | liū  | u  |
| 正字讀法 | ha̍p | sū | it | siāng | chhioh | kong | hoân | lio̍k | gō͘ |

## 節奏

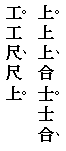
工尺譜一例（旋律：王老先生有塊地）

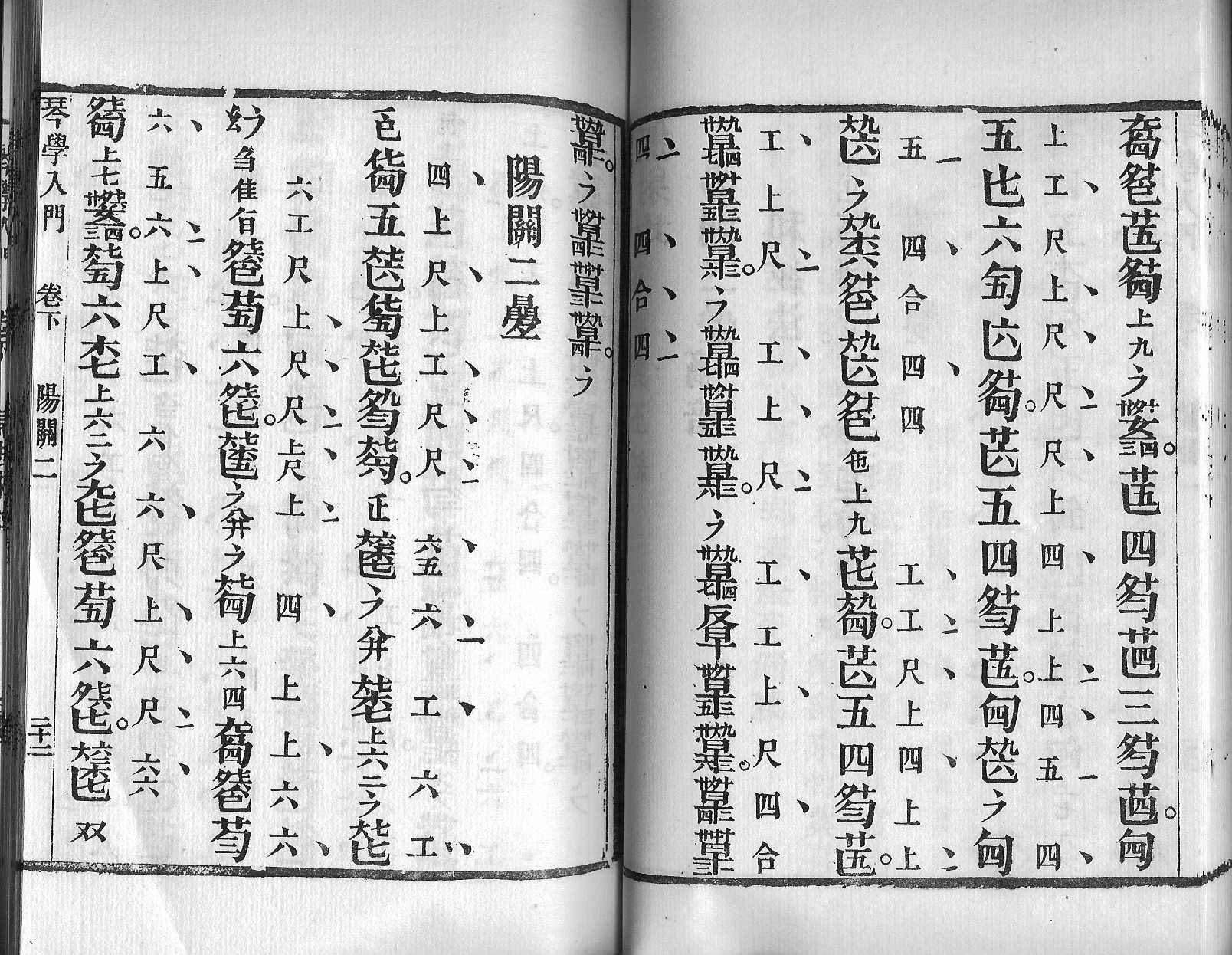
古琴減字譜及工尺譜，在工尺譜旁的標點符號稱為板眼

工尺谱以“板眼”符号標記節奏，廣義的工尺譜如南管工尺譜（稱為撩拍），會另外再標示樂音速度。傳統來說，工尺谱就像文字一樣，由右至左分行，每一行從上到下作直行书写，而“板眼”通常標记在每拍的第九个音的右侧。“。”或“×”代表板，“ · ”或“、”代表眼。至於每一拍之間的字和節奏如何分配，則每一位演唱者和樂師都有自己的習慣演繹方法，並沒有固定的標準。但每一拍中所包含的字数、字体的大小、字与字之间的距离可以粗略地表示音的長短。
板眼在粵曲裏稱為叮板。「板」代表重拍、「眼」或者「叮」代表輕拍。在粵劇裏，在「板」的位置通常會敲擊梆鼓，在「叮」的位置通常會敲擊沙的。在京劇裏，在「板」的位置通常會敲擊拍板，在「眼」的位置會敲擊單皮鼓。但敲擊的節奏並不一定是一拍一下，可以有很多變化，詳細技巧請參閱鑼鼓經。
工尺谱中，音的休止叫做「歇板」和「歇眼」，用“勺”字表示；在粵曲中稱為「底板」和「底叮」。
底板的標記為“x”，底叮的標記為“└”
字後加上直綫代表時值長于一拍，直綫長度大約表示音的長短。
以左邊的工尺譜作為例子，譯作西方唱名。如下所示，粗體的字代表重拍，粗斜體的字代表輕拍。
do do do sol la la sol    mi mi re re do

## 調式
民間工尺七調包含：正调、凄凉调、弦索調、平調、背工调、梅花调和子母调。
在西皮和二黃體系的戲曲種類，包括京劇和粵劇，在唱板腔的段落時，不同的調式會強調不同的結束音。例如二黃的板式常見的結束音是“合”、“尺”，而梆子的板式常見的結束音是“士”、“工”。
根據調的高低，粵劇常用的調分為“正線”和“反線”。“正線”相當於西方的C調，即是說工尺譜裏的“上”，或者簡譜裏的1，相當於西方的C音。“反線”相當於西方的G調，即是說工尺譜裏的“上”，或者簡譜裏的1，相當於西方的G音。
中國音樂常被人誤認為以五聲音階為主。粵劇和廣東音樂以七聲音階為主，其中有些曲調會強調“乙”和“反”音，因而稱為“乙反調”。

## 歷史和用法
唐朝已經有工尺譜，傳到宋朝極為流行。工尺譜的唱名大致上接近過去的中州音。相信最初工尺譜是某種樂器的樂譜，是固定音名，但後來在不同樂器和樂種廣泛流傳以後，工尺譜逐漸變成不固定的唱名。
工尺譜並非將樂曲的演奏單一化，而是蘊含許多變化。在一些情況下，演奏者可以加花（加上裝飾音），或在節奏上做調整。至於如何演奏才是合適的手法，是約定俗成的，以師父傳徒弟的口授心傳的方式繼承。因此不同的流派會有不同的演繹風格。
工尺譜亦流傳到朝鮮半島、日本、越南及琉球。

### 俗字譜
唐代的燕樂（宮庭宴會所用音樂）因使用「一」、「レ」、「ス」、「マ」等不完全的文字紀錄音高，故名「半字譜」。在中國敦煌發現不少琵琶譜，其中〈傾杯樂〉、〈西江月〉等曲調恉皆有運用燕樂半字譜。類似的琵琶譜還見於日本所傳的《三五要錄》、《樂家錄》和《琵琶諸調子品》。半字譜的符號和日文的片假名字母頗有相似之處，未知有沒有直接關係。
宋代亦有所謂「俗字譜」，取工尺譜音名之上半截或下半截而成，如「合」作「亼」，「尺」作「ス」，半音用本音加圓圈，清聲於本音上加「一」等，頗似瑤琴的減字譜。姜白石的《白石道人歌曲》以此記譜。

## 参見
- 乐谱
- 中国音乐
- 邦樂
- 朝鮮傳統音樂
- 越南音樂
- 琉球音樂
- 戲曲
- 粵劇
- 閩劇
- 南管
- 北管
- 京劇
- 崑劇
- 记谱法
简谱
五线谱
減字譜